# Список умерших в 774 году

## Октябрь
- 5 октября — Потон, легендарный последний лангобардский герцог Брешиа (до 774).

## Дата смерти неизвестна или требует уточнения
- Абдуррахман аль-Аузаи, мусульманский законовед (факих) из поколения учеников табиев, один из самых авторитетных богословов Шама всех времён, основатель и эпоним аузаитского мазхаба.
- Абу Амр ибн аль-Аля, арабский лингвист и чтец Корана из Басры (совр. Ирак), является передатчиком одного из семи чтений Корана, считается основателем басрийской школы грамматики.
- Абу Михнаф, исламский историк времени последних Омейядов и первых Аббасидов.
- Амогхаваджра, буддийский учёный-монах, основатель школы тантрического буддизма в Китае, переводчик буддийских текстов.
- Аурелио, король Астурии (768—774).
- Гуммар Лирский, отшельник Лирский, святой Католической церкви.
- Теодиций, герцог Сполето (761?—774).